# Zoran Slavica
Zoran Slavica (Šibenik, 28. ožujka 1967.) hrvatski je nogometni trener i bivši hrvatski nogometni reprezentativac. Kao igrač bio je vratar.
Branio je u Šibeniku (1990. – 1991.),  Hajduku (1991. – 1995.), Rijeci (1995. – 1996.), Mladosti 127. (1998. – 1999.) i opet u Šibeniku (1999. – 2003.).
Poslije je radio kao trener vratara u Šibeniku. Bio je trenerom Krke iz Lozovca. 
U ljeto 2016., postao je trener Primorca iz Biograda.